# Gerativismo
O gerativismo ou teoria gerativa é uma tentativa de formalização dos fatos linguísticos aplicando-se um tratamento matemático preciso, explícito e finito às propriedades das línguas naturais. Isto facilitaria o aprendizado dos idiomas. Ele foi criado por Noam Chomsky em oposição ao estruturalismo bloomfieldiano.
Ela foi denominada "gerativa" exatamente por ser um sistema de regras e princípios formalizado ou explícito, o que significa que essas regras e princípios só podem ser operados sob condições específicas, sendo, no entanto, automaticamente aplicadas desde que satisfeitas essas condições, podendo criar infinitas frases...
Nos estudos do gerativismo, é dada ênfase no falante através de seu desempenho e competência.
Competência é o conhecimento da língua que o falante tem armazenado em sua memória durante sua vida. 
Desempenho é a performance durante a fala, que resulta da competência do falante e de outros fatores como a ocasião social em que o falante se encontra.
O gerativismo sucede o estruturalismo, este com ênfase apenas na gramática apresentada nos textos e aquele com o falante idealizado (competência e desempenho);
Atualmente, os estudos de linguística têm por base um terceiro paradigma que sucede o estruturalismo e o gerativismo.. Esse paradigma é a pragmática, onde o falante é o sujeito da ação. A pragmática defende a funcionalidade da língua e o que se denomina "gramática de uso". 
Nos estudos da pragmática, a língua não é definida apenas como código com o objetivo da comunicação, mas também como interação entre o falante e o interlocutor .